# Lyntupka
Lyntupka (ryska: Лынтупка) är ett vattendrag i Belarus. Det ligger i den norra delen av landet, 140 km nordväst om huvudstaden Minsk. Lyntupka ligger vid sjön Ozero Veltjinaja.
I omgivningarna runt Lyntupka växer i huvudsak blandskog. Runt Lyntupka är det glesbefolkat, med 19 invånare per kvadratkilometer.